# Okénko (divadelní hra)
Okénko je divadelní hra české spisovatelky Olgy Scheinpflugové.

## Děj
Docent Jakub Johánek jde oslavit s přáteli brzké dědictví po svém strýci. Poprvé se opije a ráno se probudí, aniž by si z večera něco pamatoval, a ještě k tomu ho trápí kocovina. Toho využije domovnice a namluví mu, že její půvabnou dceru Růženku včera v noci připravil o panenství. Zmanipulovaná Růženka vše odkýve. Docent je rozhodnutý si jí vzít. Rozhovor Růženky a její matky zaslechl také povaleč, který tvrdí, že na vlastní oči viděl spolu s kamarádem, jak docent v noci zapálil stoh. Vydírá ho, a pokud nedostane výkupné, půjde ho udat na policii. Vše se ale nakonec vyjasní.

### Filmová adaptace
- Okénko (film) – československá komedie režiséra Vladimíra Slavínského z roku 1933.